# TMD 2D
Un TMD 2D, TMDC 2D ou TMD monocouche, est un matériau bidimensionnel en dichalcogénure de métal de transition. TMD et TMDC signifient transition metal dichalcogenide, tandis que la mention 2D indique une épaisseur de quelques couches atomiques. Ce sont des composés inorganiques cristallisés semiconducteurs de formule générale MX2, où M représente un métal de transition tel que le molybdène ou le tungstène et X un chalcogène tel que le soufre, le sélénium ou le tellure. Il s'agit de nanomatériaux dans la mesure où leur épaisseur est de l'ordre du nanomètre, une monocouche de disulfure de molybdène MoS2 ayant ainsi une épaisseur d'à peine 0,65 nm. Dans ces structures, une couche d'atomes M est prise en sandwich entre deux couches d'atomes X. Une caractéristique déterminante de ces composés est la présence de gros atomes dans la structure bidimensionnelle, à la différence des dichalcogénures de métaux de transition de la 4e période du tableau périodique, ce qui confère à la structure des propriétés distinctives : le ditellurure de tungstène WTe2 présente ainsi magnétorésistance géante et supraconductivité dans les conditions requises.

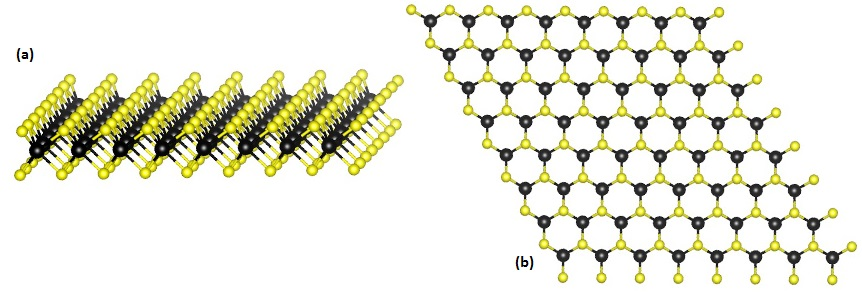
Structure d'une monocouche de MoS2 vue par la tranche (a) et du dessus (b). Les atomes de molybdène sont en noir et les atomes de soufre sont en jaune.

La découverte du graphène a mis en évidence comment des propriétés nouvelles émergent à partir d'un cristal massif lorsqu'on atteint l'épaisseur d'une monocouche atomique. À l'instar du graphite, les cristaux massifs de TMD sont constitués de feuillets bidimensionnels liés entre eux par des forces de van der Waals. Les monocouches TMD ont cependant des propriétés distinctes des propriétés semimétalliques du graphène :
- Les monocouches de MoS2, WS2, MoSe2, MoTe2 sont des semiconducteurs à gap direct et peuvent être utilisées en électronique pour réaliser des transistors et en optoélectronique pour réaliser des émetteurs et des détecteurs[2],[3],[4],[5].
- La structure cristalline des TMD monocouches n'a pas toujours de symétrie centrale, ce qui peut donner un degré de liberté supplémentaire aux porteurs de charge et permettre d'accéder à de nouveaux domaines de recherche tels que la valléetronique (en)[6],[7],[8],[9].
- Le fort couplage spin-orbite des monocouches de TMD conduit à un écart d'énergie spin-orbite[10] de quelques centaines de meV dans la bande de valence et de quelques meV dans la bande de conduction, ce qui permet de contrôler le spin des électrons en ajustant l'énergie et la polarisation du laser d'excitation[11].

Ces propriétés font des TMD 2D des matériaux potentiellement utiles aux applications spintroniques,. Ils sont souvent combinés avec d'autres matériaux bidimensionnels tels que le graphène et le nitrure de bore hexagonal pour produire des hétérostructures de van der Waals (en), ce qui ouvre des perspectives d'amélioration des propriétés de composants usuels tels que transistors, cellules photovoltaïques, diodes électroluminescentes, photodétecteurs, piles à combustible, photocatalyseurs et capteurs.

## Structure cristalline et implications

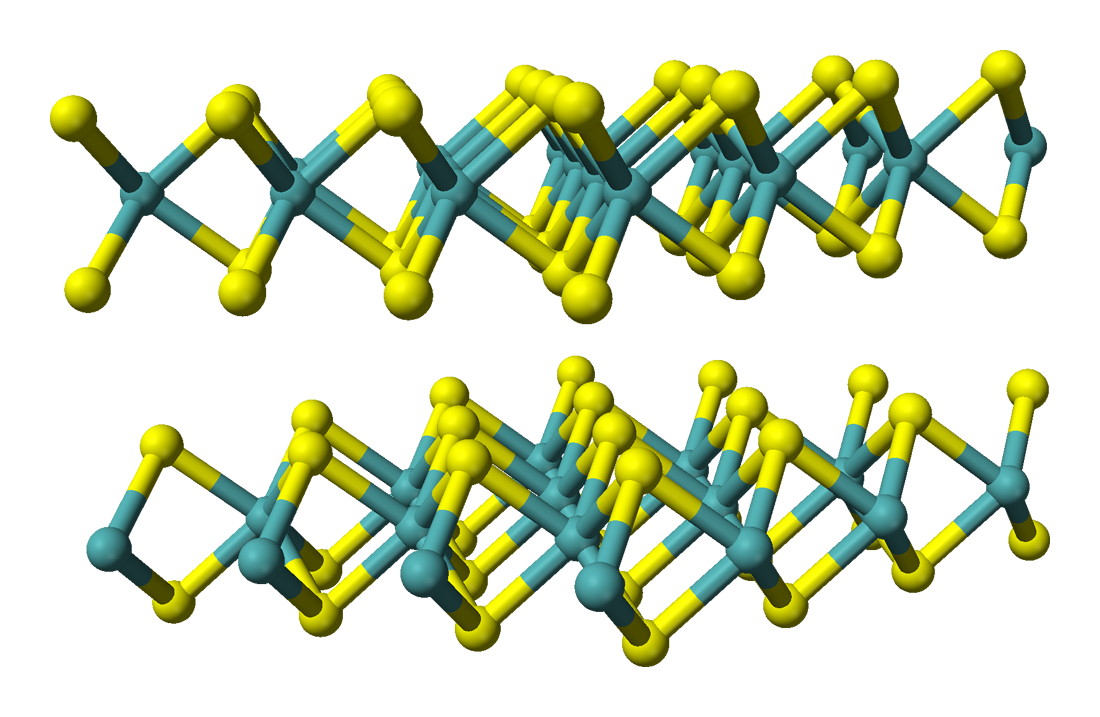
__ Mo^{4+} __ S^{2−}
Deux couches de.

Les monocouches de dichalcogénures de métaux de transition (TMDs) sont constitués de deux éléments chimiques — un chalcogène et un métal de transition — arrangés dans trois plans atomiques. Le réseau hexagonal en nid d'abeilles présente une symétrie d'ordre 3 et peut éventuellement contenir un plan de symétrie ou un centre d'inversion. Une structure cristalline de ce type, lorsqu'elle est constituée d'un nombre pair de couches, présente toujours un centre d'inversion, tandis qu'une structure en ayant un nombre impair — comme une monocouche — peut ne pas avoir de centre d'inversion.
Il en découle deux caractéristiques importantes :
- des phénomènes d'optique non linéaire, comme la génération de seconde harmonique : un cristal excité par un laser peut en doubler la fréquence de sortie[16],[17],[18],[19] ;
- une structure de bandes électroniques à gap direct dans laquelle les bords de la bande de conduction et de la bande de valence sont situés sur les points critiques K+ et K− de la zone de Brillouin hexagonale 2D. Les transitions interbandes à proximité du point K+ (ou K−) sont couplées à des états de polarisation circulaire de photons droite (ou gauche). Ces règles de sélection optiques vallée-dépendantes découlent de la brisure de symétrie d'inversion. Cela offre un moyen pratique de contrôler des états de vallée spécifiques (K+ ou K−) par polarisation circulaire (droite ou gauche)[9]. La polarisation de vallée peut être stabilisée grâce au couplage entre le spin et le degré de liberté dans la vallée, couplage favorisé par la forte séparation de spin dans ces matériaux[20],[21],[22].

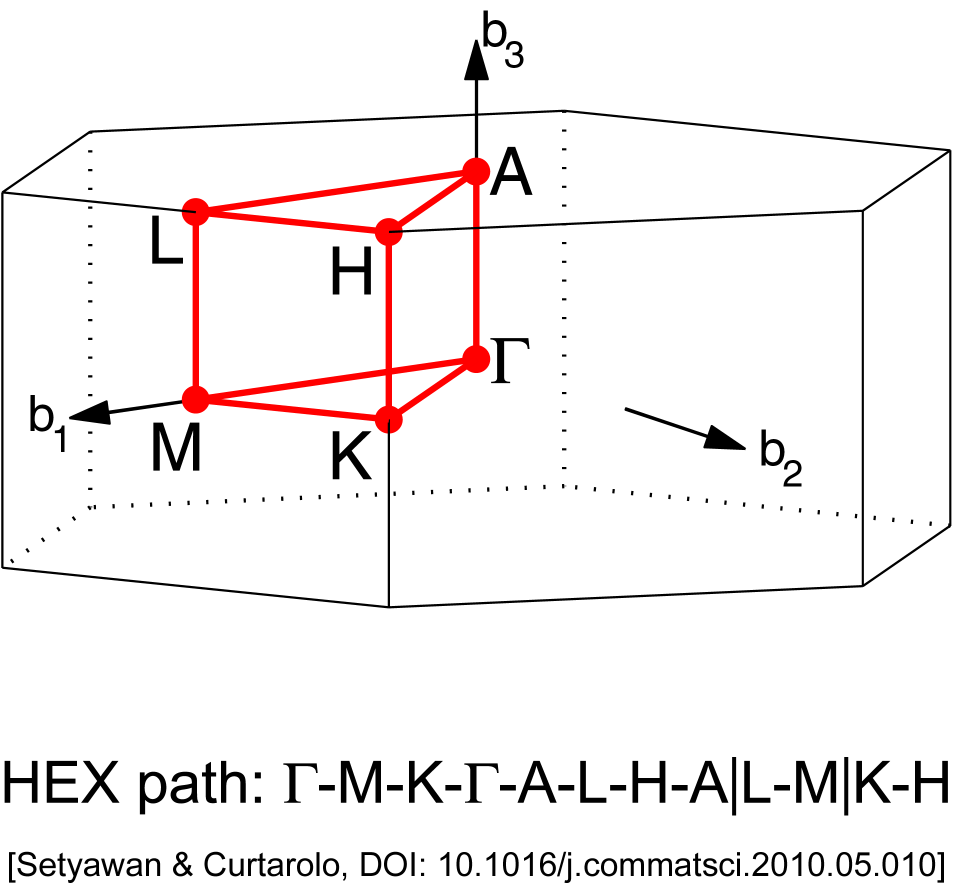
Point critique K d'une zone de Brillouin hexagonale.

## Production de TMD monocouches

### Exfoliation
L'exfoliation relève d'une approche descendante consistant, comme pour la production du graphène, à traiter un dichalcogénure de métal de transition massif par clivage micromécanique pour en séparer des monocouches, qui sont unies les unes aux autres dans le massif par des liaisons de van der Waals entre atomes de chalcogènes de couches adjacentes, bien plus faibles que les liaisons covalentes qui unissent les atomes de chalcogène et de métal de transtion au sein d'une même couche.
On peut utiliser un ruban adhésif placé sur la surface d'une couche de TMD massif : en retirant le ruban adhésif, des paillettes constituées de quelques monocouches de TMD restent collées sur le ruban et peuvent ensuite être déposées sur un substrat à l'aide de ce ruban : cette technique permet de déposer des paillettes de l'ordre de 5 à 10 µm de diamètre.
Il est également possible d'obtenir de grandes quantités de matériaux exfoliés par exfoliation en phase liquide, en mélangeant des TMD avec des solvants et des polymères.

### Dépôt chimique en phase vapeur
Le dépôt chimique en phase vapeur (CVD) est une autre méthode pour obtenir des dichalcogénures de métaux de transition bidimensionnels. Il a été largement utilisé pour obtenir divers TMD car il peut être adapté facilement à différents types de matériaux. D'une manière générale, la croissance de TMD par CVD est obtenue en plaçant des précurseurs du TMD, généralement un oxyde de métal de transition et un chalcogène pur, dans un four avec le substrat sur lequel le TMD doit être déposé. Le four est chauffé typiquement entre 650 et 1 000 °C avec un gaz inerte, généralement de l'azote ou de l'argon, circulant dans le tube. Certains matériaux nécessitent la présence d'hydrogène comme catalyseur pour leur formation, gaz qu'on peut faire circuler en plus petite quantité que le gaz inerte.
Outre le CVD traditionnel, on utilise également le dépôt chimique en phase vapeur aux organométalliques (MOCVD), qui fait appel à des précurseurs gazeux réagissant à des températures moins élevées, de l'ordre de 300 à 900 °C. L'épitaxie par MOCVD tend à produire des matériaux aux dimensions des wafers de manière plus régulière que le CVD traditionnel.
La croissance par CVD est utilisée plus souvent que l'exfoliation mécanique malgré sa plus grande complexité car elle permet d'obtenir des monocouches de 5 à 100 µm de diamètre là où l'exfoliation mécanique ne dépasse pas 10 µm. Ces monocouches sont également plus uniformes, pratiquement dépourvues de zones multicouches alors que l'exfoliation mécanique produit des paillettes portant de nombreuses zones multicouches,. Des techniques de croissance à confinement géométrique ont également permis d'obtenir des monocouches de TMD monodomaine atteignant, avec leurs hétérostructures, les dimensions d'un wafer.

### Épitaxie par jet moléculaire
L'épitaxie par jet moléculaire (MBE) est une technique éprouvée pour la croissance de couches minces monocristallines de composants semiconducteurs nécessitant un contrôle étroit de l'épaisseur de la couche déposée. La MBE permet de faire croître divers dichalcogénures de métaux de transition tels que le diséléniure de molybdène MoSe2, le diséléniure de tungstène WSe2, et des dichalogénures des premiers métaux de transition de la 4e période du tableau périodique, notamment les tellurures de titane TiTe2, de vanadium VTe2 et de chrome CrTe2,, qui permet d'obtenir des composants très propres d'une épaisseur variant d'à peine 0,5 monocouche,.
La croissance a lieu sous ultravide (UHV). Les précurseurs des matériaux cibles sont placés dans des cellules d'évaporation, généralement sous forme de poudre (comme le sélénium) ou de tige (comme le molybdène). Certains éléments tels que le sélénium et le tellure, qui sont deux chalcogènes, peuvent être utilisés comme précurseurs sous forme solide pure. D'autres éléments, en revanche, doivent être dissociés de composés solides, comme le soufre à partir du disulfure de fer FeS2. Ces composés sont décomposés par chauffage sous ultravide. Les cellules d'évaporation sont soit des cellules de Knudsen (en), soit des cellules d'évaporation par faisceau d'électrons, en fonction des matériaux. L'évaporation par faisceau d'électrons fonctionne sur les tiges et peut être utilisée pour atteindre des températures élevées dans surchauffer les éléments chauffants tandis que les cellules de Knudsen conviennent aux poudres et aux matériaux qui s'évaporent à température plus basse. Les matériaux évaporés sont ensuite dirigés vers le substrat, dont des exemples usuels sont le disulfure de molybdène MoS2, le graphite HOPG (en), les micas et l'alumine Al2O3,,,. On choisit un substrat précis en fonction de la croissance qu'on souhaite réaliser. Le substrat est maintenu à une température généralement comprise entre 300 et 700 °C pendant le processus pour faciliter la croissance. La température du substrat est un paramètre de croissance important qui peut être modulé pour faire croître différentes phases d'un même matériau, par exemple 1T et 2H.
L'épitaxie par jet moléculaire présente certains avantages par rapport au dépôt chimique en phase vapeur et à l'exfoliation manuelle. La croissance peut être mesurée in situ par diffraction d'électrons de haute énergie en incidence rasante (RHEED), ce qui permet, grâce notamment aux conditions d'ultravide et à la vitesse de croissance réduite, de déposer des monocouches pures d'épaisseur atomique,. Cela donne des matériaux de qualité bien meilleure que par exfoliation, car la MBE réduit les impuretés et la formation de grosses paillettes. Contrairement au CVD, la MBE s'avère bénéfique aux applications nécessitant des TMD monocouches,. L'inconvénient de la MBE est sa complexité, qui met en œuvre de nombreux équipements spécialisés. L'ultravide est difficile à maintenir et les matériaux sont produits plus lentement.

### Dépôt électrochimique
Le dépôt électrochimique est l'une des techniques qui ont émergé pour produire des semiconducteurs en dichalcogénures de métaux de transition tels que MoS2, WS2 et WSe2. Elle permet de contrôler la croissance de couches TMD jusqu'à une monocouche,,,. Les matériaux déposés sont très uniformes mais nécessitent généralement des températures de recuit supérieures à 500 °C. Des couches de TMD ont été décrites sur des couches minces conductrices tels que le graphène et le nitrure de titane TiN et sur un isolant tel que le dioxyde de silicium SiO2 par croissance latérale à partir d'une surface conductrice.

## Structure des bandes électroniques
|       | Bande de valence | Bande de conduction |
| MoS2  | 0,148 eV         | 0,003 eV            |
| WS2   | 0,430 eV         | 0,026 eV            |
| MoSe2 | 0,184 eV         | 0,007 eV            |
| WSe2  | 0,466 eV         | 0,038 eV            |
| MoTe2 | 0,219 eV         | 0,034 eV            |

Les dichalcogénures de métaux de transition massifs sont des semiconducteurs à gap indirect au centre de la zone de Brillouin, tandis que les monocouches sont à gap direct avec les limites de la bande de valence et de la bande de conduction sur les points critiques K,.
Les TMD contiennent des atomes assez lourds dont les couches électroniques externes sont des orbitales d qui présentent un fort couplage spin-orbite, lequel lève la dégénérescence des spins dans les bandes de conduction et de valence, c'est-à-dire qu'il induit un fort écart d'énergie entre les états de spin ↑ et ↓. Dans le cas du disulfure de molybdène MoS2, l'écart d'énergie par couplage spin-orbite dans la bande de conduction est de l'ordre du milliélectron-volt (meV) mais devrait être plus élevé dans d'autres matériaux tels que le disulfure de tungstène WS2,,. L'écart d'énergie par couplage spin-orbite dans la bande de valence est de l'ordre de quelques centaines de meV.
La spintronique cherche à contrôler le degré de liberté de charge ou de spin des porteurs de charge permettant de concevoir de nouveaux composants. Il est possible de confiner les porteurs dans l'une des « vallées » formées par les extrema, s'ils existent, des bandes de conduction et de valence dans l'espace réciproque. Les techniques de contrôle de l'indice de vallée K des porteurs sont parfois appelées valléetronique (en),. Dans certaines monocouches de dichalcogénures de métaux de transition, la symétrie de partie est brisée et il n'y a plus de centre d'inversion. Les vallées K de directions différentes dans la zone de Brillouin hexagonale bidimensionnelle ne sont plus équivalentes et on distingue la vallée K+ et la vallée K−. La transformation d'une vallée en une autre est décrite par l'opérateur de symétrie T, et les symétries des cristaux donnent des règles de sélection optiques qui dépendent des vallées : un photon polarisé circulairement à droite (σ+) génère un porteur dans la vallée K+ tandis qu'un photon polarisé circulairement à gauche (σ−) génère un porteur dans la vallée K−.
Les deux propriétés ci-dessus (couplage spin-orbite et règles de sélection optiques) permettent à un laser de polarisation et d'énergie spécifiques d'initialiser les états de vallée (K+ ou K−) et de spin (↑ ou ↓).

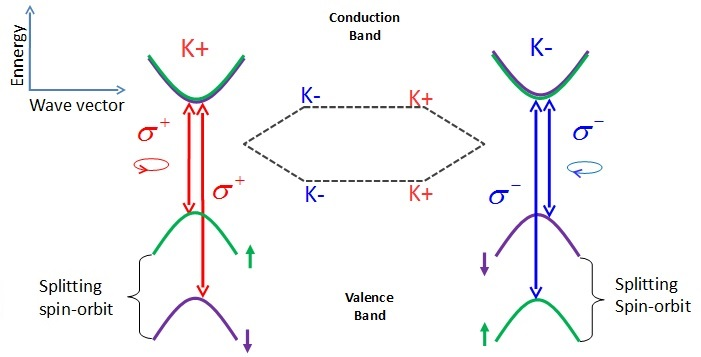
Représentation de l'écart d'énergie spin-orbite et des règles de sélection optiques dans un TMD monocouche.

### Absorption et émission de photons
Une monocouche de TMD peut, dans certains cas, absorber jusqu'à 20 % de l'énergie électromagnétique incidente, ce qui est remarquable pour un matériau aussi mince. L'absorption d'un photon d'énergie appropriée par une monocouche de TMD injecte un électron dans la bande de conduction en laissant un trou dans la bande de valence, le trou étant une quasi-particule de charge électrique opposée à celle de l'électron. Électron et trou, de charges électriques opposées, sont attirés l'un par l'autre sous l'effet de l'attraction coulombienne pour former un état lié appelé exciton, quasi-particule qui se comporte comme un boson. L'écrantage diélectrique réduit et les effets quantiques induits par le confinement des porteurs dans un matériau bidimensionnel renforcent sensiblement l'énergie de liaison des excitons par rapport aux semiconducteurs massifs, les quatre principaux matériaux TMD ayant des énergies de liaison de plusieurs meV,,,,.
Les niveaux d'énergie d'un exciton peuvent dans une certaine mesure être décrits comme ceux d'un atome hydrogénoïde avec un « état fondamental » correspondant au premier état lié (n = 1) et un « état vide » correspondant à un exciton recombiné (« n = 0 », l'électron a comblé le trou et l'exciton a disparu), la différence entre ces deux niveaux d'énergie étant appelée gap optique ou bande interdite optique et correspondant à l'énergie des photons émis lors de la recombinaison des excitons depuis leur premier état lié. Ces photons s'observent sous la forme de pics d'émission très intenses dans les expériences de photoluminescence menées sur des TMD monocouches. L'énergie de liaison EB d'un exciton correspond à la différence d'énergie entre l'état libre de l'électron et l'énergie de son état lié, ce qui correspond à l'énergie nécessaire pour dissocier l'exciton. Il existe des états liés d'énergie supérieure à n = 1, qui peuvent être observés avec des techniques adaptées,.

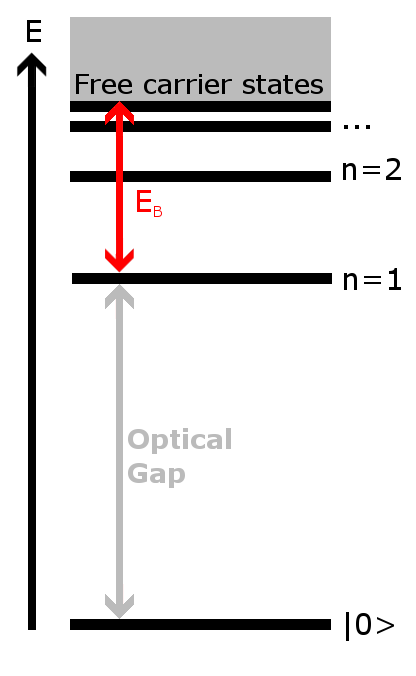
Niveaux d'énergie d'un exciton représentés par analogie avec un atome hydrogénoïde[52].
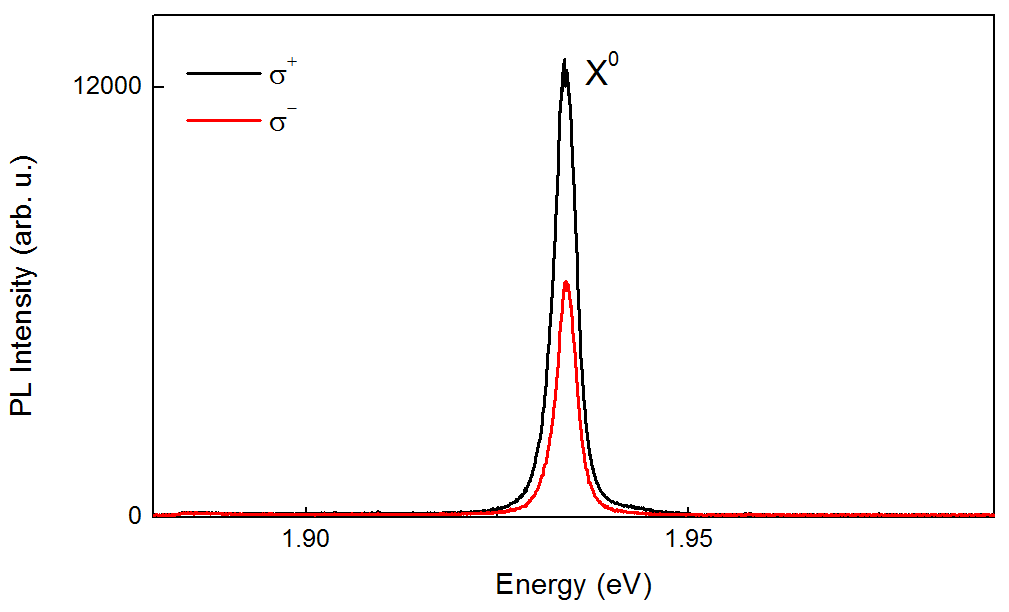
Photoluminescence d'une monocouche de MoS2 à 4 K excité par laser en polarisation σ+. Le centre du pic d'émission correspond à l'énergie du gap optique.

L'écart spin-orbite dans la bande de valence induit l'existence de deux séries distinctes d'excitons dans les TMD monocouches, appelés excitons A et B selon que le trou se trouve respectivement dans la branche supérieure ou inférieure de la bande de valence : le gap optique des excitons A est donc inférieur à celui des excitons B, plus profonds dans la structure de bandes du matériau, de sorte que le pic de photoluminscence des excitons A se trouve à une longueur d'onde supérieure à celui des excitons B. Les excitons C, quant à eux, présentent des énergies encore plus élevées provenant d'états liés avec n > 1, voire d'effets du champ cristallin,,,,.
Les spectres de photoluminescence de TMD monocouches présentent généralement un autre pic provenant d'autres quasi-particules appelées trions (en),, qui résultent de l'interaction entre un exciton et un porteur de charge, électron ou trou. Un trion est donc chargé positivement ou négativement. La présence d'un pic intense lié aux trions dans un spectre de photoluminescence, pic qui peut être plus intense que le pic de recombinaison des excitons, est le signe d'un dopage de la monocouche. Ce dopage est considéré comme extrinsèque, c'est-à-dire comme émanant du substrat, généralement le dioxyde de silicium SiO2. Insérer la monocouche de TMD entre deux paillettes de nitrure de bore hexagonal lève ce dopage extrinsèque est améliore sensiblement la qualité optique du TMD 2D,.
Il est possible d'observer des biexcitons (en) dans des TMD monocouches à des puissances d'excitation plus élevées, c'est-à-dire des quasi-particules formées de deux excitons en interaction,.

## Propriétés

### Électroniques

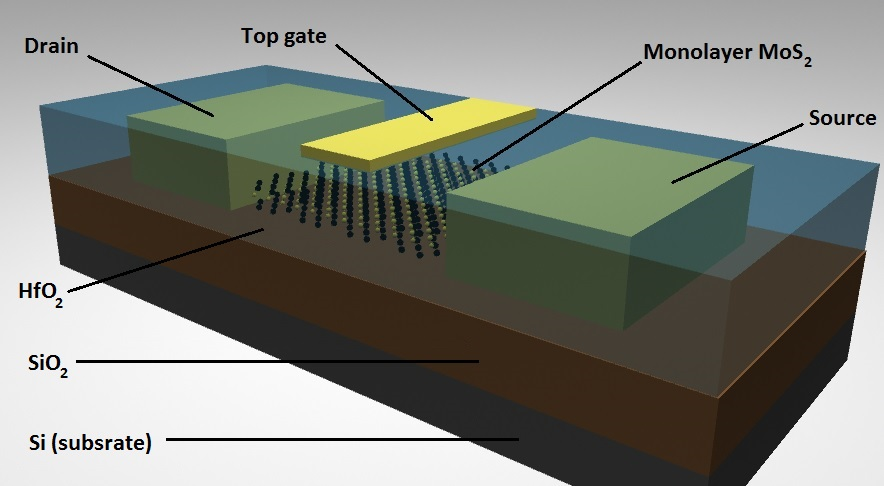
Représentation en coupe d'un FET en.

Les matériaux bidimensionnels n'ont pas les mêmes propriétés électroniques que les matériaux massifs. Ainsi, le graphène présente une mobilité des porteurs très élevée avec comme corrolaire une très faible dissipation thermique par effet Joule, mais il n'a pas de bande interdite, ce qui ne permet pas de l'utiliser pour réaliser des transistors. Les monocouches de dichalcogénures de métaux de transition ont des mobilités plus faibles, comparables à celle du silicium mais ont une bande interdite et une bonne stabilité structurelle, ce qui les qualifie pour la réalisation de transistors.
La mobilité électronique des TMD 2D est inférieure à celle des TMD massifs en raison probablement de la plus grande sensibilité des matériaux bidimensionnels aux dommages structurels ; on a montré que la protection d'une monocouche de TMD avec un revêtement d'oxyde d'hafnium(IV) HfO2 ou de nitrure de bore hexagonal hBN améliore la mobilité effective des porteurs.

### Optiques

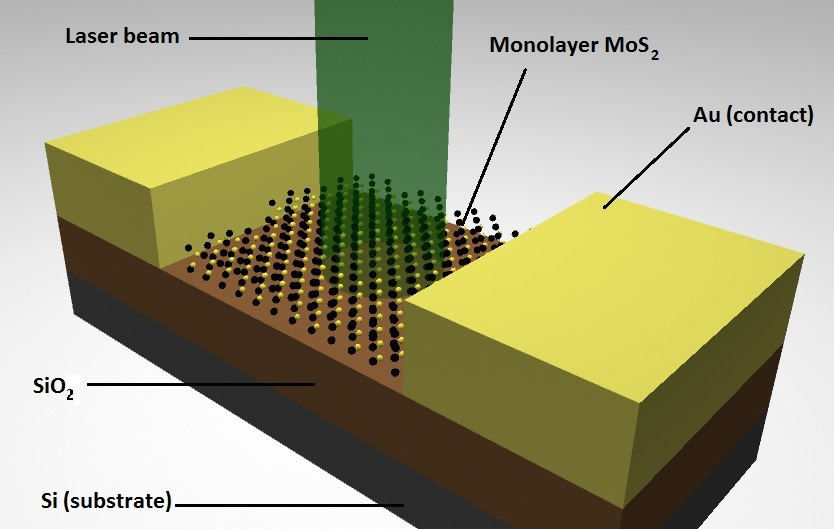
Représentation en coupe d'un photodétecteur ultrasensible en monocouche de.

Un semiconducteur peut absorber des photons dont l'énergie est supérieure ou égale à la largeur de sa bande interdite, ce qui signifie l'absorption des longueurs d'onde inférieures. Il peut également émettre des photons de manière efficace s'il est à gap direct. Les TMD massifs sont à gap indirect, de sorte que ce sont des émetteurs de photons moins efficaces que les monocouches de TMD, qui sont à gap direct. Le rapport d'efficacité entre les matériaux TMD massifs et bidimensionnels est de l'ordre de 104 en faveur de ces derniers. Les TMD monocouches ont des bandes interdites dont la largeur correspond au spectre visible, entre 400  et   700 nm. L'émission directe présente deux transitions excitoniques appelées A et B, séparées par l'énergie de couplage spin-orbite. L'émission A correspond à une énergie inférieure à celle de l'émission B, mais a par conséquent une intensité supérieure,.
|       | A       | A        | B       | B      |
| MoS2  | 1,78 eV | 695 nm   | 1,96 eV | 632 nm |
| MoSe2 | 1,50 eV | 825 nm   | 1,75 eV | 708 nm |
| MoTe2 | 1,06 eV | 1 170 nm | 1,36 eV | 912 nm |
| WS2   | 1,84 eV | 673 nm   | 2,28 eV | 544 nm |
| WSe2  | 1,52 eV | 815 nm   | 2,00 eV | 620 nm |

Des monocouches de disulfure de molybdène MoS2 peuvent permettre de réaliser des phototransistors et des photodétecteurs ultrasensibles. Le premier phototransistor en monocouche de MoS2 avait une photoréactivité de 7,5 mA/W, semblable à celle du graphène, qui vaut 6,1 mA/W. Les réalisations en MoS2 multicouches présentent des photoréactivités plus élevées, de l'ordre de 100 mA/W, semblables aux composants en silicium. Le dépôt d'un contact en or sur les extrémités d'une monocouche permet d'obtenir un photodétecteur ultrasensible, avec une photoréactivité atteignant 880 A/W à 561 nm précisément en raison de la minceur de la monocouche.

### Mécaniques
Les propriétés mécaniques particulières des monocouches de dichalcogénures de métaux de transition par rapport à la forme massive de ces matériaux sont illustrées par l'utilisation de TMD 2D tels que le disulfure de molybdène MoS2, le disulfure de tungstène WS2 et le diséléniure de tungstène WSe2 en électronique flexible (en) pour tirer profit de leur gap direct. Il est bien plus difficile de déformer uniformément des matériaux bidimensionnels que des matériaux massifs, ce qui rend également plus difficile la mesure des propriétés mécaniques des monocouches.
La nanoindentation permet de réaliser ces mesures en plaçant la monocouche sur un substrat troué et en la déformant avec le cantilever d'un microscope à force atomique pour mesurer le déplacement en fonction de la force appliquée. Une mesure réalisée avec cette technique a montré que des monocouches de MoS2 exfoliées mécaniquement et ne présentant pas de défaut ont un module d'Young de 270 GPa avec une déformation de 10 % avant rupture. La même étude a mesuré des paillettes de MoS2 bicouches exfoliées mécaniquement avec un module d'Young de seulement 200 GPa, ce qu'on attribue à un glissement entre les couches et à des défauts dans les couches. La raideur des paillettes MoS2 multicouches exfoliées mécaniquement croît ensuite, avec une valeur de 330 GPa pour des paillettes de 5 à 25 couches. Des mesures semblables sur des paillettes de WSe2 de 5 à 14 couches exfoliées mécaniquement donnent un module d'Young de 167 GPa avec une déformation maximale de 7 %. Des paillettes de WS2 monocouche obtenues par dépôt chimique en phase vapeur (CVD) ont été mesurées avec un module d'Young de 272 GPa, la même étude donnant pour des paillettes de MoS2 monocouches déposées par CVD un mode d'Young de 264 GPa, très proche de la valeur pour le MoS2 monocouche exfolié mécaniquement.
L'application d'une contrainte induit la diminution de la largeur de bande interdite plus ou moins linéaire en fonction de la contrainte. Le gap indirect décroît plus vite que le gap direct ce qui entraîne un croisement des bandes interdites à un niveau de contrainte de l'ordre de 1 %. L'efficacité d'émission des monocouches de TMD devrait par conséquent décroître dans les composants très déformés, ce qui permet d'envisager un réglage mécanique des propriétés électroniques de ces matériaux.